# Angela Eiterová
Angela Eiterová (* 27. ledna 1986, Arzl im Pitztal, Tyrolsko) je rakouská profesionální lezkyně a reprezentantka ve sportovním lezení na obtížnost. Mistryně světa i Evropy, vítězka Světových her a světového poháru. Zvítězila téměř ve všech typech nejvýznamnějších světových závodů v lezení na obtížnost, až na Mistrovství světa juniorů kde získala stříbro a bronz (Mistrovství Evropy juniorů se ještě nekonalo).

## Výkony a ocenění
- Jako jediná žena má čtyři zlaté medaile z Mistrovství světa v lezení na obtížnost
- Jako jediná žena má šest medailí z Rock Masteru v Arcu v lezení na obtížnost
- V roce 2007 vstoupila mezi legendy Rockmasteru jako první oceněný sportovec za závodní výsledky v anketě La Sportiva Competition Award, nominována byla také v letech 2008 a 2013
- dvě nominace na Světové hry, které vyhrála v roce 2005
- V roce 2015 byla ze lezení ve skalách nominována na ocenění Salewa Rock Award[1]

### Závodní výsledky
| Světové hry | Světové hry | Světové hry |
| Rok         | 2005        | 2013        |
| ----------- | ----------- | ----------- |
| Obtížnost   | 1           | 7           |

| Arco Rock Master | Arco Rock Master | Arco Rock Master | Arco Rock Master | Arco Rock Master | Arco Rock Master | Arco Rock Master | Arco Rock Master | Arco Rock Master | Arco Rock Master | Arco Rock Master | Serre Chevalier | Serre Chevalier | Serre Chevalier |
| Rok              | 2003             | 2004             | 2005             | 2006             | 2007             | 2008             | 2009             | 2010             | 2011             | 2012             | 2004            | 2005            | 2007            |
| ---------------- | ---------------- | ---------------- | ---------------- | ---------------- | ---------------- | ---------------- | ---------------- | ---------------- | ---------------- | ---------------- | --------------- | --------------- | --------------- |
| Obtížnost        | 1                | 1                | 1                | 2                | 1                | 4                | 1                | 3                | MS (1)           | 1                | 6               | 3               | 2               |
| Duel             | nezávodilo se    | nezávodilo se    | nezávodilo se    | nezávodilo se    | nezávodilo se    | nezávodilo se    | nezávodilo se    | 8                | 6                | 2                | nezávodilo se   | nezávodilo se   | nezávodilo se   |

- místo na mezinárodních závodech v Briançonu (FRA) v roce 2010 (obtížnost)

| Mistrovství světa | Mistrovství světa | Mistrovství světa | Mistrovství světa | Mistrovství světa | Mistrovství světa | Mistrovství světa |
| Rok               | 2003              | 2005              | 2007              | 2009              | 2011              | 2012              |
| ----------------- | ----------------- | ----------------- | ----------------- | ----------------- | ----------------- | ----------------- |
| Obtížnost         | 7                 | 1                 | 1                 | 5                 | 1                 | 1                 |
| Bouldering        | —                 | —                 | 8-12              | —                 | —                 | —                 |

| Světový pohár             | Světový pohár | Světový pohár     | Světový pohár   | Světový pohár | Světový pohár      | Světový pohár | Světový pohár      | Světový pohár  | Světový pohár | Světový pohár             | Světový pohár |
| Rok                       | 2002          | 2003              | 2004            | 2005 | 2006               | 2007          | 2008               | 2009           | 2010          | 2011                      | 2012          |
| ------------------------- | ------------- | ----------------- | --------------- | --- | ------------------ | ------------- | ------------------ | -------------- | ------------- | ------------------------- | ------------- |
| Obtížnost                 | 18            | 3                 | 1               | 1 | 1                  | 2             | 13                 | 4              | 3             | 4                         | 35-36         |
| jednotlivě (25/13/4) = 42 | 7 5 - 11 - 26 | 5 · - · 7 · - · 4 | · 4 · 5 · 7 · 8 | Zlatá medaile · Zlatá medaile · Stříbrná medaile · Zlatá medaile · Zlatá medaile · Zlatá medaile · Zlatá medaile · Zlatá medaile · Zlatá medaile | · 9 ·              | 13 · 6 · 18 · | - · - · - · 8 · 10 | 9 · 11 · 4 · 5 | 4 · 5 · 4 · 5 | · 6 · 4 · - · 5 · - · - · | - 11 -        |
|                           |               |                   |                 | |                    |               |                    |                |               |                           |               |
| Bouldering                | —             | —                 | —               | — | 15                 | 33-35         | —                  | —              | —             | —                         | —             |
| jednotlivě                | —             | —                 | —               | — | -,14,24 · -, · 5,- | -,-,- -,8 -,- | —                  | —              | —             | —                         | —             |
|                           |               |                   |                 | |                    |               |                    |                |               |                           |               |
| Kombinace                 | —             | —                 | —               | — | 1                  | 2             | —                  | —              | —             | —                         | —             |

- poznámka: nahoře jsou poslední závody v roce

| Mistrovství Evropy | Mistrovství Evropy | Mistrovství Evropy | Mistrovství Evropy |
| Rok                | 2004               | 2006               | 2010               |
| ------------------ | ------------------ | ------------------ | ------------------ |
| Obtížnost          | 6                  | 5                  | 1                  |

| Mistrovství světa juniorů | Mistrovství světa juniorů | Mistrovství světa juniorů | Mistrovství světa juniorů | Mistrovství světa juniorů |
| Rok                       | 2000 Kat. B               | 2001 Kat. B               | 2002 Kat. A               | 2003 Kat. A               |
| ------------------------- | ------------------------- | ------------------------- | ------------------------- | ------------------------- |
| Obtížnost                 | 24                        | 2                         | 2                         | 3                         |

- Mistrovství Evropy juniorů se konalo až od roku 2012

| Evropský pohár juniorů | Evropský pohár juniorů | Evropský pohár juniorů | Evropský pohár juniorů | Evropský pohár juniorů | Evropský pohár juniorů |
| Rok                    | 2000 Kat. B            | 2001 Kat. B            | 2002 Kat. A            | 2003 Kat. A            | 2004 Juniorky          |
| ---------------------- | ---------------------- | ---------------------- | ---------------------- | ---------------------- | ---------------------- |
| Obtížnost              | 5-6                    | 4                      | 1                      | 1                      | 10                     |
| jednotlivě (7/2/2)     | 7,7,10                 | ,11,-,,,-              | ,                      | -,,                    | -,-,,-                 |

- poznámka: nalevo jsou poslední závody v roce